# Gare de Sierentz
Gare de Sierentz vasútállomás Franciaországban, Sierentz településen.

## Vasútvonalak
Az állomást az alábbi vasútvonalak érintik:
- Strasbourg–Bázel-vasútvonal

## Kapcsolódó állomások
A vasútállomáshoz az alábbi állomások vannak a legközelebb:
- Gare de Habsheim (Gare de Mulhouse-Ville, A15 Mulhouse Saint-Louis Basle TER)
- Gare de Bartenheim (Bahnhof Basel SNCF, A15 Mulhouse Saint-Louis Basle TER)